# Thecla sabinus
Thecla sabinus är en fjärilsart som beskrevs av Felder 1865. Thecla sabinus ingår i släktet Thecla och familjen juvelvingar. Inga underarter finns listade i Catalogue of Life.